# Сосновка (Волынская область)
Сосновка (укр. Соснівка) — село в Камень-Каширской городской общине Камень-Каширского района Волынской области Украины.
Население по переписи 2001 года составляет 467 человек. Почтовый индекс — 44531. Телефонный код — 3357. Занимает площадь 1,451 км².